# Mezza maratona di Lisbona
La mezza maratona di Lisbona è una corsa su strada nella capitale del Portogallo ogni anno a marzo e fa parte del circuito IAAF Gold Label Road Race.
Il record della corsa è stato stabilito da Zersenay Tadese in 2010 ed è anche il primato mondiale sulla distanza. Gli atleti kenioti hanno spesso tagliato primi il traguardo, essendosi aggiudicati più della metà delle edizioni disputate; fra loro Tegla Loroupe ha vinto la prova sei volte. La mezza maratona di Lisbona è da non confondere con la mezza maratona del Portogallo, che si tiene anch'essa a Lisbona ma nel mese di settembre.

## Vincitori della corsa

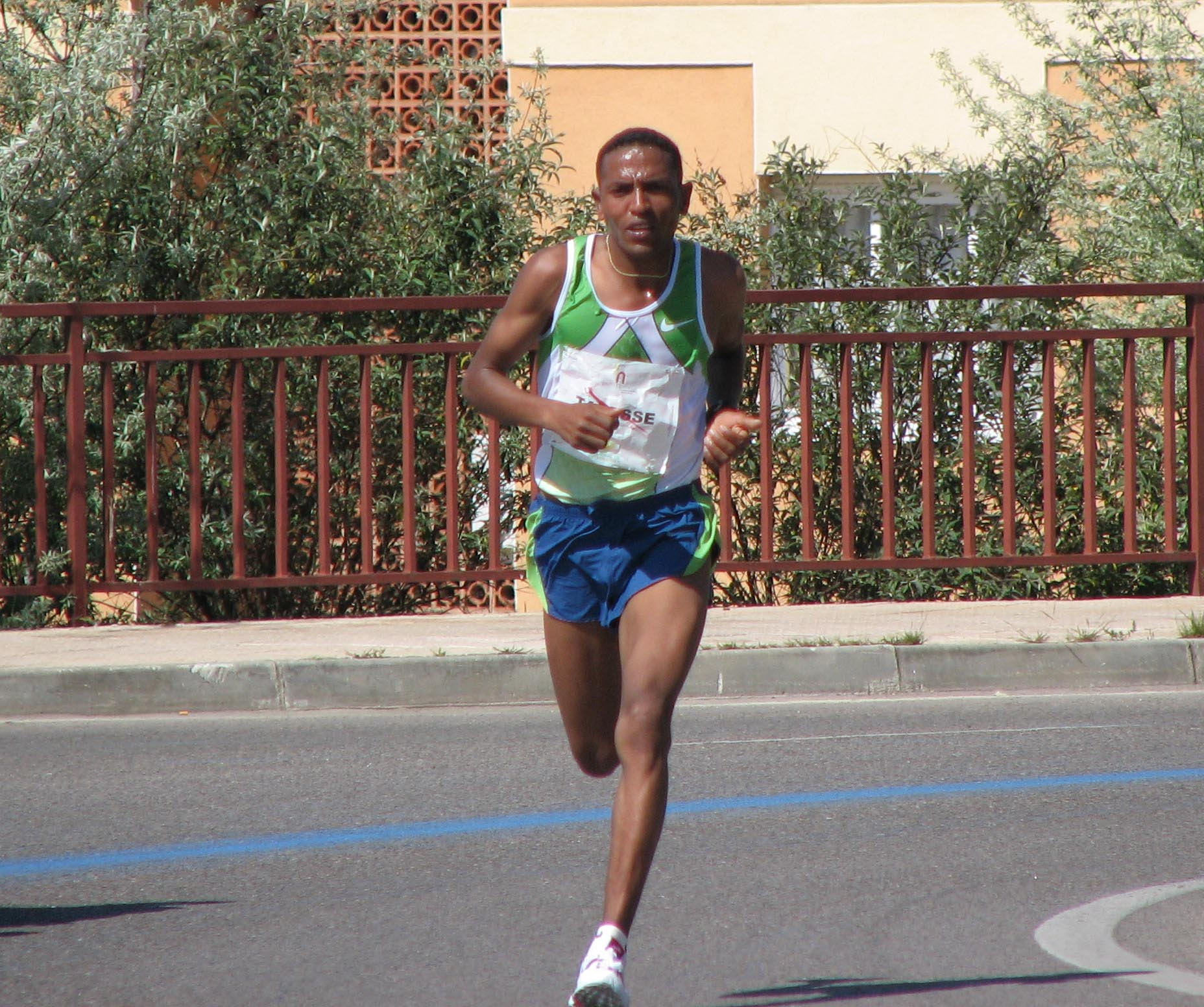
Zersenay Tadese batte il record mondiale nel 2010.

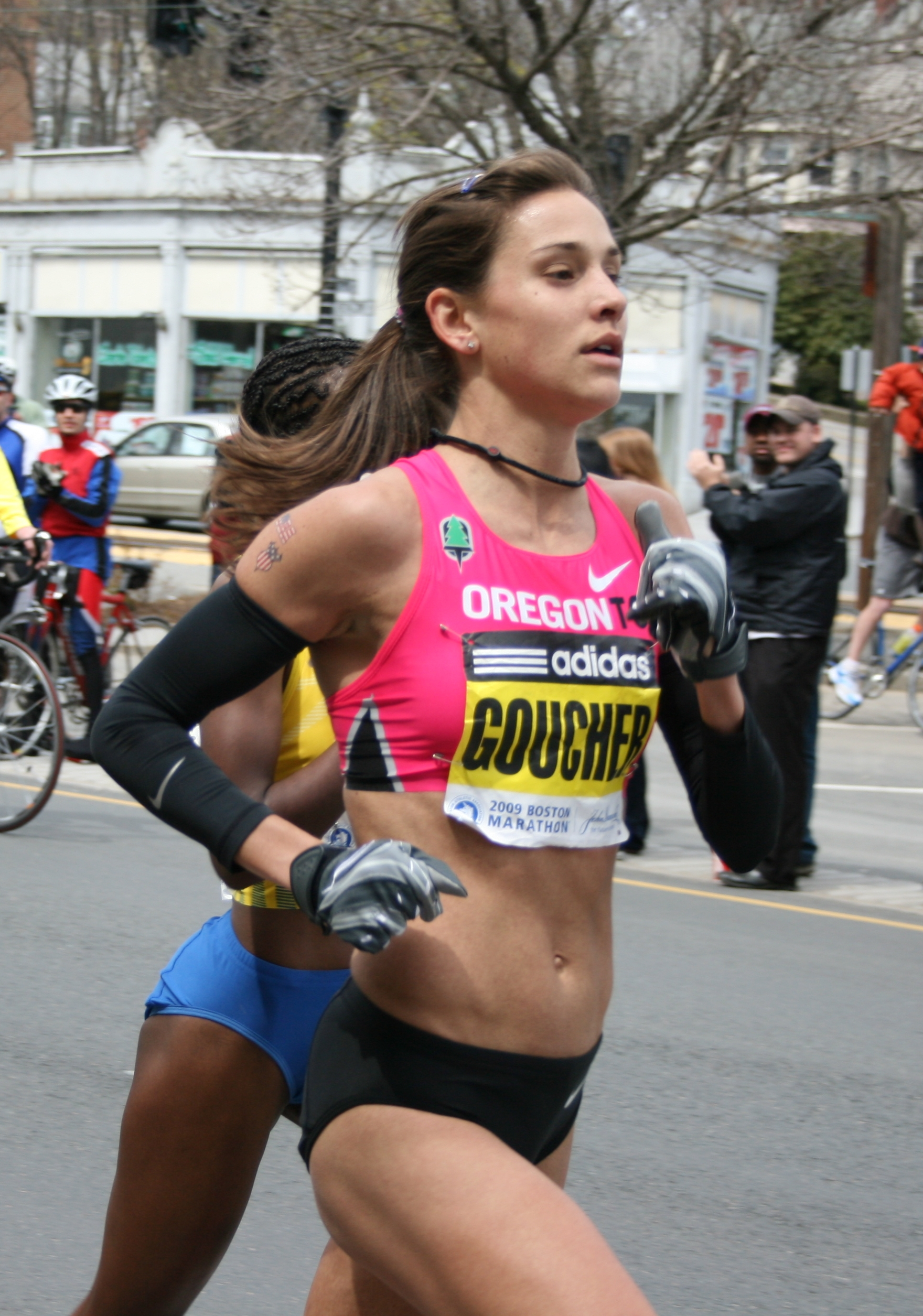
Kara Goucher

Legenda:   Record della corsa   Percorso non conforme alle normative IAAF, eventuali record non omologati
| Edizione | Uomini             | Nazionalità | Prestazione | Donne               | Nazionalità | Prestazione | Data      |
| -------- | ------------------ | ----------- | ----------- | ------------------- | ----------- | ----------- | --------- |
| 2012     | Zersenay Tadese    | Eritrea     | 59' 34"     | Shalane Flanagan    | Stati Uniti | 1h 08' 52"  | 25 marzo  |
| 2011     | Zersenay Tadese    | Eritrea     | 58' 30"     | Aberu Kebede        | Etiopia     | 1h 08' 28"  | 20 marzo  |
| 2010     | Zersenay Tadese    | Eritrea     | 58' 23"     | Peninah Arusei      | Kenya       | 1h 08' 38"  | 21 marzo  |
| 2009     | Martin Lel         | Kenya       | 59' 56"     | Kara Goucher        | Stati Uniti | 1h 08' 30"  | 22 marzo  |
| 2008     | Haile Gebrselassie | Etiopia     | 59' 15"     | Salina Kosgei       | Kenya       | 1h 09' 57"  | 16 marzo  |
| 2007     | Robert Kipchumba   | Kenya       | 1h 00' 31"  | Rita Jeptoo         | Kenya       | 1h 07' 05"  | 18 marzo  |
| 2006     | Martin Lel         | Kenya       | 59' 30"     | Salina Kosgei       | Kenya       | 1h 07' 52"  | 26 marzo  |
| 2005     | Paul Tergat        | Kenya       | 59' 10"     | Susan Chepkemei     | Kenya       | 1h 08' 49"  | 13 marzo  |
| 2004     | Rodgers Rop        | Kenya       | 59' 49"     | Joyce Chepchumba    | Kenya       | 1h 08' 11"  | 28 marzo  |
| 2003     | Martin Lel         | Kenya       | 1h 00' 10"  | Derartu Tulu        | Etiopia     | 1h 09' 20"  | 16 marzo  |
| 2002     | Haile Gebrselassie | Etiopia     | 59' 41"     | Susan Chepkemei     | Kenya       | 1h 08' 23"  | 24 marzo  |
| 2001     | Hendrick Ramaala   | Sudafrica   | 1h 00' 26"  | Susan Chepkemei     | Kenya       | 1h 05' 44"  | 1º aprile |
| 2000     | Paul Tergat        | Kenya       | 59' 06"     | Tegla Loroupe       | Kenya       | 1h 07' 23"  | 26 marzo  |
| 1999     | Japhet Kosgei      | Kenya       | 1h 00' 01"  | Tegla Loroupe       | Kenya       | 1h 07' 52"  | 21 marzo  |
| 1998     | António Pinto      | Portogallo  | 59' 43"     | Catherina McKiernan | Irlanda     | 1h 07' 50"  | 15 marzo  |
| 1997     | Mohammed Mourhit   | Belgio      | 1h 01' 17"  | Tegla Loroupe       | Kenya       | 1h 09' 01"  | 9 marzo   |
| 1996     | Clement Kiprotich  | Kenya       | 1h 01' 15"  | Tegla Loroupe       | Kenya       | 1h 07' 12"  | 10 marzo  |
| 1995     | Simon Lopuyet      | Kenya       | 1h 00' 26"  | Tegla Loroupe       | Kenya       | 1h 08' 21"  | 12 marzo  |
| 1994     | Andrés Espinosa    | Messico     | 1h 01' 34"  | Tegla Loroupe       | Kenya       | 1h 09' 27"  | 14 marzo  |
| 1993     | Sammy Lelei        | Kenya       | 59' 24"     | Nadezhda Ilyina     | Russia      | 1h 09' 47"  | 15 marzo  |
| 1992     | Tendai Chimusasa   | Zimbabwe    | 1h 01' 17"  | Heléna Barócsi      | Ungheria    | 1h 10' 01"  | 16 marzo  |
| 1991     | Paul Evans         | Regno Unito | 1h 01' 44"  | Rosa Mota           | Portogallo  | 1h 09' 52"  | 17 marzo  |

## Statistiche

### Atleti plurivincitori
| Atleta             | Sesso | Nazionalità | Vittorie | Edizioni vinte            |
| ------------------ | ----- | ----------- | -------- | ------------------------- |
| Tegla Loroupe      | Donna | Kenya       | 6        | 1994 – 1997 · 1999 – 2000 |
| Susan Chepkemei    | Donna | Kenya       | 3        | 2001 – 2002 · 2005        |
| Martin Lel         | Uomo  | Kenya       | 3        | 2003 · 2006 · 2009        |
| Paul Tergat        | Uomo  | Kenya       | 3        | 2000 · 2002 · 2005        |
| Zersenay Tadese    | Uomo  | Kenya       | 3        | 2010 – 2012               |
| Haile Gebrselassie | Uomo  | Kenya       | 2        | 2002 · 2008               |
| Salina Kosgei      | Donna | Kenya       | 2        | 2006 · 2008               |

### Vittorie per nazione
| Nazione     | Uomini | Donne | Totale |
| ----------- | ------ | ----- | ------ |
| Kenya       | 11     | 14    | 25     |
| Etiopia     | 2      | 2     | 4      |
| Eritrea     | 3      | 0     | 3      |
| Portogallo  | 1      | 1     | 2      |
| Stati Uniti | 0      | 2     | 2      |
| Belgio      | 1      | 0     | 1      |
| Regno Unito | 1      | 0     | 1      |
| Ungheria    | 0      | 1     | 1      |
| Irlanda     | 0      | 1     | 1      |
| Messico     | 1      | 0     | 1      |
| Russia      | 0      | 1     | 1      |
| Sudafrica   | 1      | 0     | 1      |
| Zimbabwe    | 1      | 0     | 1      |